# Łososiokształtne
Łososiokształtne (Salmoniformes) – rząd ryb promieniopłetwych, z grupy przedkolcopłetwych (Protacanthopterygii). Dawniej zaliczane były w randze podrzędu łososiowców (Salmonoidei) do śledziokształtnych.

## Zasięg występowania
Półkula północna – wody przybrzeżne Ameryki Północnej, Europy i Azji. W zapisie kopalnym są znane od eocenu (Eosalmo).

## Opis
Łososiokształtne mają ciało wrzecionowate, muskularne, pokryte cykloidalną łuską. W płetwach brak twardych promieni. U wszystkich jest obecna płetwa tłuszczowa. Występuje kość przykrucza. W większości są to gatunki dwuśrodowiskowe – wędrowne i półwędrowne – tylko niektóre tworzą formy słodkowodne. Wiele gatunków poławia się gospodarczo i w wędkarstwie, są hodowane w akwakulturze.

## Systematyka
Rząd obejmuje jedną rodzinę:
- Salmonidae – łososiowate

Dwie z jej podrodzin (lipieniowate i siejowate) traktowane są czasem jako odrębne rodziny łososiokształtnych.